# Cycloalliin
Cycloalliin ist eine heterocyclische Verbindung, die, ebenso wie Alliin ein natürlicher Inhaltsstoff verschiedener Laucharten ist. Es wurde erstmals im Jahr 1959 aus Knoblauch isoliert; dieser enthält durchschnittlich 0,1 % Cycloalliin. Im Gegensatz zum Alliin reagiert das Cycloalliin nicht mit dem Alliin-spaltenden Enzym Alliinase (Alliin-Lyase).

## Abgeleitete Verbindungen
- Cycloalliin-Hydrochlorid-Monohydrat[2][3]